# 南多摩郡

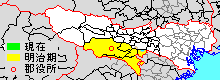
東京都南多摩郡の範囲（水色：後に他郡から編入した区域 薄黄：後に他郡に編入された区域）

南多摩郡（みなみたまぐん）は、東京都（神奈川県・東京府）にあった郡。

## 郡域
1878年（明治11年）に行政区画として発足した当時の郡域は、八王子市・町田市・日野市・多摩市および稲城市の大部分（押立 を除く）、府中市の一部（南町の大部分）、相模原市の一部(境川改修に伴う市境変更箇所)にあたる。

### 隣接していた郡
発足時に隣接していた郡は以下の通り。
- 神奈川県: 西多摩郡、北多摩郡、橘樹郡、都筑郡、鎌倉郡、高座郡、津久井郡

## 歴史

### 郡発足までの沿革
『旧高旧領取調帳』に記載されている明治初年時点での、多摩郡のうち後の当郡域の支配は以下の通り。幕府領は代官・江川太郎左衛門支配所が管轄した。●は村内に寺社領が存在。（2町122村）
なお下表では『旧高旧領取調帳』において、1村の中で複数の名称が記載されている町村、複数の町村名が併記されている村は1村として数えた。千人町・日野新田・日野本郷新田を1町2村として数え、「○○村のうち」を除いて数えた。
| 知行   | 知行           | 村数     | 村名 |
| ------ | -------------- | -------- | --- |
| 幕府領 | 幕府領         | 1町 19村 | 上下図師村新田（図師村のうち）、百草村、平尾村、矢野口村、横山宿組々（八王子横山宿を指す。千人町を含む）、●本郷村、上田村、万願寺村、新井村、土方新田（新井村のうち）、●石田村、●日野本郷（日野新田、日野本郷新田を含む）、川村、●元八王子村、●下長房村、上長房村、●○上椚田村、●上恩方村、●下川口村、●上川口村 |
| 幕府領 | 旗本領         | 56村     | ●小野路村、●野津田村、●大蔵村、●○真光寺村、●三輪村、金井村、大谷村（現町田市）、森野村、●原町田村、●高ヶ坂村、●成瀬村、小川村、●下小山田村、●図師村、●○小山村、上柚木村、●越野村、大沢村（現南大沢）、●中山村、松木村、●堀之内村、●別所村、中野村（現八王子市東中野）、●和田村、程久保村、●落川村、●相原村、宇津貫村、●片倉村、大船村、●小比企村、●子安村、●打越村、●北野村、●新横山村、●元横山村、●下田村、平村（現八王子市）、●本丹木村、中丹木村、●留所村、横山村、●宮下村、●戸吹村、●犬目村、●楢原村、●下一分方村、上一分方村、大楽寺村、二分方村、横川村、●下椚田村、寺田村、●散田村、●山入村、小津村 |
| 幕府領 | 幕府領、旗本領 | 47村     | 広袴村、能ヶ谷村、●○本町田村、鶴間村、金森村、木曾村、根岸村、山崎村、上小山田村、●○下柚木村、●大塚村、●高幡村、●平村（現日野市）、●三沢村、●平山村、関戸村、連光寺村、●貝取村、●乞田村、●寺方村（現多摩市）、●落合村、●○一之宮村、大丸村、百村、●長沼村（現稲城市）、坂浜村、長沼村（現八王子市）、●鑓水村、豊田村、●川辺堀之内村、●宮村、粟須村、●石川村、●大和田村、大谷村（現八王子市）、●宇津木村、左入村、梅坪村、八日市村、●滝山村、谷野村、●中野村（現八王子市中野町、中野山王、中野本町、暁町）、●大沢村（現八王子市加住町）、●舘村、●寺方村（現八王子市）、●下恩方村、●高月村                    |
| その他 | 寺社領         | 1町      | 上野原宿（八王子横山宿のうち） |

- 慶応4年／明治元年
  - 6月29日（1868年8月17日） - 幕府領に韮山県を設置。引き続き、旧幕府代官の江川英武（太郎左衛門）が管轄。
  - 7月10日（1868年8月27日） - 後の当郡域の旗本領を管轄する旧幕府代官の松村長為が武蔵知県事に就任。
  - 8月8日（1868年9月23日） - 松村長為知県事が古賀定雄（一平）に交代。
- 明治初年 - 八王子横山宿のうち寺町より八王子寺町が、子安宿より八王子子安町が、新町より八王子新町が、本宿より八王子本町がそれぞれ起立。（6町122村）
- 明治2年
  - 2月9日（1869年3月21日） - 古賀知県事の管轄区域に品川県を設置。韮山県のうち後の当郡域が品川県に移管。
- 明治4年
  - 11月14日（1871年12月25日） - 品川県の管轄区域の一部（下一分方村・二分方村・下恩方村・山入村・小津村）が入間県に、残部が神奈川県にそれぞれ移管。なお、神奈川県に移管された区域に関しては、当初は東京府に移管される予定が、横浜に居留する外国人の遊歩区域に含まれるとの上申により変更されている。
- 明治5年
  - 5月 - 入間県のうち後の当郡の管轄区域が神奈川県に移管。
  - 日野本郷・日野新田・日野本郷新田が合併して日野宿となる。（6町1宿119村）

### 郡発足以降の沿革
- 1878年（明治11年）

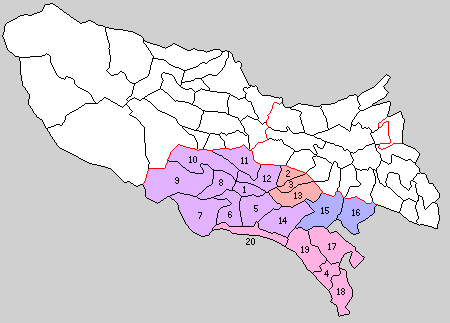
1.八王子町 2.日野宿 3.桑田村 4.町田村 5.由井村 6.横山村 7.浅川村 8.元八王子村 9.恩方村 10.川口村 11.加住村 12.小宮村 13.七生村 14.由木村 15.多摩村 16.稲城村 17.鶴川村 18.南村 19.忠生村 20.堺村（青：合併なし 紫：八王子市 赤：町田市 橙：日野市）

  - 11月18日 - 郡区町村編制法の神奈川県での施行により、神奈川県多摩郡のうち126村の区域をもって南多摩郡が発足。郡役所を八王子横山宿に設置。
  - 郡内に2ヶ所ずつ存在した大谷村、平村、寺方村がそれぞれ南大谷村（現町田市）、北大谷村（現八王子市）、北平村（現八王子市）、南平村（現日野市）、東寺方村（現多摩市）、西寺方村（現八王子市）に改称。
  - 郡内に存在する同名村との区別のため、長沼村（現稲城市）、中野村（現八王子市中野町、中野山王、中野上町、暁町）、大沢村（現八王子市加住町）がそれぞれ東長沼村、西中野村、北大沢村に改称。
- 1879年（明治12年） - 大沢村（現八王子市南大沢）、中野村（現八王子市東中野）、長沼村（現八王子市）がそれぞれ南大沢村、東中野村、西長沼村に改称。
- 1882年（明治15年）（19町1宿116村）
  - 八王子横山宿のうち、八幡宿より八王子八幡町が、横山宿より八王子横山町が、八日市宿より八王子八日町が、馬乗宿より八王子馬乗町が、横町より八王子横町が、八木宿より八王子八木町が、本郷宿より八王子本郷町が、小門宿より八王子小門町が、上野原宿より八王子上野町が、久保宿・嶋之坊宿より八王子久嶋町がそれぞれ起立。
  - 新横山村が八王子新横山町に、子安村が八王子元子安町に、元横山村が八王子元横山町にそれぞれ改称。
- 1889年（明治22年）
  - 3月31日 - 下記の各村の統合が行われる。（1町19村）
    - 八王子町 ← 八王子横山町、八王子新町、八王子子安町、八王子馬乗町、八王子八日町、八王子本町、八王子寺町、八王子大横町、八王子上野町、八王子八幡町、八王子本郷町、八王子小門町、八王子八木町、八王子久嶋町、八王子千人町、八王子元横山町、八王子新横山町、八王子元本郷町、八王子元子安町、本郷村（現・八王子市）
    - 日野宿 ← 日野宿、粟ノ須村［飛地］、西長沼村［一部］（現・日野市）
    - 桑田村 ← 川辺堀之内村、宮村、下田村、上田村、新井村、石田村、万願寺村、豊田村、粟ノ須村［飛地］（現・日野市）
    - 町田村 ← 原町田村、本町田村、森野村、南大谷村（現・町田市）
    - 由井村 ← 片倉村、小比企村、宇津貫村、西長沼村［大部分］、打越村、北野村（現・八王子市）
    - 横山村 ← 散田村、下椚田村、下長房村、館村、寺田村、大船村（現・八王子市）
    - 浅川村 ← 上長房村、上椚田村（現・八王子市）
    - 元八王子村 ← 元八王子村、大楽寺村、上壱分方村、下壱分方村、弐分方村、川村、横川村（現・八王子市）
    - 恩方村 ← 下恩方村、上恩方村、西寺方村、小津村（現・八王子市）
    - 川口村 ← 下川口村、上川口村、山入村、犬目村、楢原村（現・八王子市）
    - 加住村 ← 留所村、北大沢村、本丹木村、中丹木村、横山村、八日市村、梅坪村、滝山村、左入村、谷野村、宮下村、戸吹村、高月村（現・八王子市）
    - 小宮村 ← 大和田村、北大谷村、宇津木村、石川村、北平村、西中野村、粟ノ須村（現・八王子市）
    - 七生村 ← 落川村［大部分］、百草村［大部分］、南平村、高幡村、三沢村、程久保村、平山村（現・日野市）
    - 由木村 ← 下柚木村、上柚木村、南大沢村、松木村、越野村、中山村、堀之内村、別所村、東中野村、大塚村、鑓水村（現・八王子市）
    - 多摩村 ← 関戸村、連光寺村、貝取村、乞田村、東寺方村、落合村、和田村、一ノ宮村、落川村［一部］、百草村［一部］（現・多摩市）
    - 稲城村 ← 東長沼村、平尾村、矢野口村、大丸村、坂浜村、百村（現・稲城市）
    - 鶴川村 ← 大蔵村、小野路村、野津田村、真光寺村、広袴村、能ヶ谷村、三輪村、金井村（現・町田市）
    - 南村 ← 鶴間村、小川村、高ヶ坂村、金森村、成瀬村（現・町田市）
    - 忠生村 ← 図師村、山崎村、木曽村、上小山田村、下小山田村、根岸村（現・町田市）
    - 堺村 ← 相原村、小山村（現・町田市）

  - 4月1日 - 上記1町19村が町村制を施行。日野宿は宿駅名のまま村制施行。
- 1893年（明治26年）
  - 4月1日 - 東京府の管轄となる。
  - 6月19日 - 日野宿が町制施行して日野町となる。（2町18村）
- 1899年（明治32年）7月1日 - 郡制を施行。
- 1901年（明治34年）3月31日 - 日野町、桑田村が合併し、改めて日野町が発足。（2町17村）
- 1913年（大正2年）4月1日 - 町田村が町制施行して町田町となる。（3町16村）
- 1917年（大正6年）9月1日 - 八王子町が市制施行して八王子市となり、郡より離脱。（市制施行は、東京府内では東京市に次いで2番目）（2町16村）
- 1923年（大正12年）4月1日 - 郡制廃止にともない郡会が廃止。残務処理のため郡役所は存続。
- 1926年（大正15年）7月1日 - 郡役所が廃止。以降は地域区分名称となる。
- 1927年（昭和2年）11月3日 - 浅川村が町制施行して浅川町となる。（3町15村）
- 1934年（昭和9年）10月1日 - 小宮村が町制施行して小宮町となる。（4町14村）
- 1941年（昭和16年）10月1日 - 小宮町が八王子市に編入。（3町14村）
- 1943年（昭和18年）7月1日 - 東京都制の施行により東京都の管轄となる。
- 1949年（昭和24年）9月1日 - 稲城村が北多摩郡多磨村（現府中市）の一部（押立）を編入。
- 1954年（昭和29年）4月1日 - 町田町・南村が合併し、改めて町田町が発足。（3町13村）
- 1955年（昭和30年）4月1日（3町7村）
  - 横山村・元八王子村・恩方村・川口村・加住村・由井村が八王子市に編入。
  - 多摩村の一部（連光寺の一部）が府中市に編入。
- 1957年（昭和32年）4月1日 - 稲城村が町制施行して稲城町となる。（4町6村）
- 1958年（昭和33年）2月1日（3町2村）
  - 町田町・鶴川村・忠生村・堺村が合併して町田市が発足し、郡より離脱。
  - 日野町・七生村が合併し、改めて日野町が発足。
- 1959年（昭和34年）4月1日 - 浅川町が八王子市に編入。（2町2村）
- 1963年（昭和38年）11月3日 - 日野町が市制施行して日野市となり、郡より離脱。（1町2村）
- 1964年（昭和39年）
  - 4月1日 - 多摩村が町制施行して多摩町となる。（2町1村）
  - 8月1日 - 由木村が八王子市に編入。（2町）
- 1971年（昭和46年）11月1日 - 下記の変更により南多摩郡消滅。
  - 稲城町が市制施行して稲城市となる。
  - 多摩町が市制施行して多摩市となる。

### 変遷表
| 明治22年以前 | 明治22年4月1日       | 明治22年 - 明治45年   | 明治22年 - 明治45年 | 大正元年 - 大正15年 | 昭和元年 - 昭和19年 | 昭和元年 - 昭和19年            | 昭和20年 - 昭和39年           | 昭和20年 - 昭和39年           | 昭和40年 - 昭和64年  | 平成元年 - 現在 | 現在                                                          |
| --- | -------------------- | --------------------- | ------------------- | ------------------- | ------------------- | ------------------------------ | ----------------------------- | ----------------------------- | -------------------- | --------------- | ------------------------------------------------------------- |
| 八王子横山町 八王子新町 八王子子安町 八王子馬乗町 八王子八日町 八王子本町 八王子寺町 八王子大横町 八王子上野町 八王子八幡町 八王子本郷町 八王子小門町 八王子八木町 八王子久島町 八王子千人町 八王子元横山町 八王子新横山町 八王子元本郷町 八王子元子安町 | 八王子町             | 八王子町              | 八王子町            | 大正6年9月1日 市制  | 八王子市            | 八王子市                       | 八王子市                      | 八王子市                      | 八王子市             | 八王子市        | 八王子市                                                      |
| 本郷村 | 八王子町             | 八王子町              | 八王子町            | 大正6年9月1日 市制  | 八王子市            | 八王子市                       | 八王子市                      | 八王子市                      | 八王子市             | 八王子市        | 八王子市                                                      |
| 大和田村 北大谷村 宇津木村 石川村 北平村 西中野村 粟ノ須村 | 小宮村               | 小宮村                | 小宮村              | 小宮村              | 昭和9年10月1日 町制 | 昭和16年10月1日 八王子市に編入 | 八王子市                      | 八王子市                      | 八王子市             | 八王子市        | 八王子市                                                      |
| 散田村 下椚田村 下長房村 館村 寺田村 大船村 | 横山村               | 横山村                | 横山村              | 横山村              | 横山村              | 横山村                         | 昭和30年4月1日 八王子市に編入 | 昭和30年4月1日 八王子市に編入 | 八王子市             | 八王子市        | 八王子市                                                      |
| 元八王子村 大楽寺村 上壱分方村 下壱分方村 弐分方村 川村 横川村 | 元八王子村           | 元八王子村            | 元八王子村          | 元八王子村          | 元八王子村          | 元八王子村                     | 昭和30年4月1日 八王子市に編入 | 昭和30年4月1日 八王子市に編入 | 八王子市             | 八王子市        | 八王子市                                                      |
| 下恩方村 上恩方村 西寺方村 小津村 | 恩方村               | 恩方村                | 恩方村              | 恩方村              | 恩方村              | 恩方村                         | 昭和30年4月1日 八王子市に編入 | 昭和30年4月1日 八王子市に編入 | 八王子市             | 八王子市        | 八王子市                                                      |
| 下川口村 上川口村 山入村 犬目村 楢原村 | 川口村               | 川口村                | 川口村              | 川口村              | 川口村              | 川口村                         | 昭和30年4月1日 八王子市に編入 | 昭和30年4月1日 八王子市に編入 | 八王子市             | 八王子市        | 八王子市                                                      |
| 留所村 北大沢村 本丹木村 中丹木村 横山村 八日市村 梅坪村 滝山村 左入村 谷野村 宮下村 戸吹村 高月村 | 加住村               | 加住村                | 加住村              | 加住村              | 加住村              | 加住村                         | 昭和30年4月1日 八王子市に編入 | 昭和30年4月1日 八王子市に編入 | 八王子市             | 八王子市        | 八王子市                                                      |
| 片倉村 小比企村 宇津貫村 西長沼村 打越村 北野村 | 由井村               | 由井村                | 由井村              | 由井村              | 由井村              | 由井村                         | 昭和30年4月1日 八王子市に編入 | 昭和30年4月1日 八王子市に編入 | 八王子市             | 八王子市        | 八王子市                                                      |
| 上長房村 上椚田村 | 浅川村               | 浅川村                | 浅川村              | 浅川村              | 昭和2年11月3日 町制 | 昭和2年11月3日 町制            | 昭和34年4月1日 八王子市に編入 | 昭和34年4月1日 八王子市に編入 | 八王子市             | 八王子市        | 八王子市                                                      |
| 下柚木村 上柚木村 南大沢村 松木村 越野村 中山村 堀之内村 別所村 東中野村 大塚村 鑓水村 | 由木村               | 由木村                | 由木村              | 由木村              | 由木村              | 由木村                         | 昭和39年8月1日 八王子市に編入 | 昭和39年8月1日 八王子市に編入 | 八王子市             | 八王子市        | 八王子市                                                      |
| 原町田村 本町田村 森野村 南大谷村 | 町田村               | 町田村                | 町田村              | 大正2年4月1日 町制  | 町田町              | 町田町                         | 昭和29年4月1日 町田町         | 昭和33年2月1日 町田市         | 町田市               | 町田市          | 町田市                                                        |
| 鶴間村 小川村 高ヶ坂村 金森村 成瀬村 | 南村                 | 南村                  | 南村                | 南村                | 南村                | 南村                           | 昭和29年4月1日 町田町         | 昭和33年2月1日 町田市         | 町田市               | 町田市          | 町田市                                                        |
| 大蔵村 小野路村 野津田村 真光寺村 広袴村 能ヶ谷村 三輪村 金井村 | 鶴川村               | 鶴川村                | 鶴川村              | 鶴川村              | 鶴川村              | 鶴川村                         | 鶴川村                        | 昭和33年2月1日 町田市         | 町田市               | 町田市          | 町田市                                                        |
| 図師村 山崎村 木曽村 上小山田村 下小山田村 根岸村 | 忠生村               | 忠生村                | 忠生村              | 忠生村              | 忠生村              | 忠生村                         | 忠生村                        | 昭和33年2月1日 町田市         | 町田市               | 町田市          | 町田市                                                        |
| 相原村 小山村 | 堺村                 | 堺村                  | 堺村                | 堺村                | 堺村                | 堺村                           | 堺村                          | 昭和33年2月1日 町田市         | 町田市               | 町田市          | 町田市                                                        |
| 関戸村 連光寺村 貝取村 乞田村 東寺方村 落合村 和田村 一ノ宮村 | 多摩村               | 多摩村                | 多摩村              | 多摩村              | 多摩村              | 多摩村                         | 昭和39年4月1日 町制           | 昭和39年4月1日 町制           | 昭和46年11月1日 市制 | 多摩市          | 多摩市                                                        |
| 落川村 百草村 | 多摩村               | 多摩村                | 多摩村              | 多摩村              | 多摩村              | 多摩村                         | 昭和39年4月1日 町制           | 昭和39年4月1日 町制           | 昭和46年11月1日 市制 | 多摩市          | 多摩市                                                        |
| 七生村 | 七生村               | 七生村                | 七生村              | 七生村              | 七生村              | 昭和33年2月1日 日野町          | 昭和38年11月3日 市制          | 日野市                        | 日野市               | 日野市          |                                                               |
| 七生村 | 七生村               | 七生村                | 七生村              | 七生村              | 七生村              | 昭和33年2月1日 日野町          | 昭和38年11月3日 市制          | 日野市                        | 日野市               | 日野市          | 南平村 高幡村 三沢村 程久保村 平山村                          |
| 七生村 | 七生村               | 七生村                | 七生村              | 七生村              | 七生村              | 昭和33年2月1日 日野町          | 昭和38年11月3日 市制          | 日野市                        | 日野市               | 日野市          | 西長沼村                                                      |
| 日野宿 | 明治26年6月19日 町制 | 明治34年4月1日 日野町 | 日野町              | 日野町              | 日野町              | 昭和33年2月1日 日野町          | 昭和38年11月3日 市制          | 日野市                        | 日野市               | 日野市          |                                                               |
| 日野宿 | 明治26年6月19日 町制 | 明治34年4月1日 日野町 | 日野町              | 日野町              | 日野町              | 昭和33年2月1日 日野町          | 昭和38年11月3日 市制          | 日野市                        | 日野市               | 日野市          | 日野宿                                                        |
| 日野宿 | 明治26年6月19日 町制 | 明治34年4月1日 日野町 | 日野町              | 日野町              | 日野町              | 昭和33年2月1日 日野町          | 昭和38年11月3日 市制          | 日野市                        | 日野市               | 日野市          | 粟巣村                                                        |
| 桑田村 | 桑田村               | 明治34年4月1日 日野町 | 日野町              | 日野町              | 日野町              | 昭和33年2月1日 日野町          | 昭和38年11月3日 市制          | 日野市                        | 日野市               | 日野市          |                                                               |
| 桑田村 | 桑田村               | 明治34年4月1日 日野町 | 日野町              | 日野町              | 日野町              | 昭和33年2月1日 日野町          | 昭和38年11月3日 市制          | 日野市                        | 日野市               | 日野市          | 川辺堀之内村 宮村 下田村 上田村 新井村 石田村 万願寺村 豊田村 |
| 東長沼村 平尾村 矢野口村 大丸村 坂浜村 百村 | 稲城村               | 稲城村                | 稲城村              | 稲城村              | 稲城村              | 稲城村                         | 昭和32年4月1日 町制           | 昭和32年4月1日 町制           | 昭和46年11月1日 市制 | 稲城市          | 稲城市                                                        |

## 行政
神奈川県南多摩郡長
特記なき場合『神奈川県史 別編1 人物』による。
| 代 | 氏名     | 就任年月日                 | 退任年月日                 | 備考                   |
| -- | -------- | -------------------------- | -------------------------- | ---------------------- |
| 1  | 佐藤俊正 | 明治11年（1878年）11月18日 | 明治14年（1881年）6月28日  |                        |
| 2  | 中溝昌弘 | 明治14年（1881年）6月28日  | 明治15年（1882年）6月22日  |                        |
| 3  | 原豊穣   | 明治15年（1882年）6月23日  | 明治19年（1886年）9月6日   |                        |
| 4  | 安達安民 | 明治19年（1886年）9月6日   | 明治24年（1891年）11月28日 |                        |
| 5  | 原豊穣   | 明治24年（1891年）11月28日 | 明治26年（1893年）3月31日  | 3代の再任 東京府に移管 |

東京府南多摩郡長
特記なき場合『南多摩郡史』による。
| 代 | 氏名       | 就任年月日                 | 退任年月日                 | 備考                       |
| -- | ---------- | -------------------------- | -------------------------- | -------------------------- |
| 1  | 原豊穣     | 明治26年（1893年）4月1日   | 明治30年（1897年）11月12日 | 神奈川県南多摩郡長より留任 |
| 2  | 木村順蔵   | 明治30年（1897年）11月12日 | 明治31年（1898年）8月2日   |                            |
| 3  | 増田知     | 明治31年（1898年）8月2日   | 明治32年（1899年）4月8日   |                            |
| 4  | 仙石卯策   | 明治32年（1899年）4月8日   | 明治37年（1904年）12月3日  |                            |
| 5  | 金田吉郎   | 明治37年（1904年）12月3日  | 大正元年（1912年）12月18日 | 在任中に死去               |
| 6  | 鷲見金三郎 | 大正元年（1912年）12月28日 | 大正3年（1914年）10月5日   |                            |
| 7  | 梅田頴三郎 | 大正3年（1914年）10月5日   | 大正4年（1915年）3月1日    |                            |
| 8  | 高崎襄     | 大正4年（1915年）3月1日    | 大正5年（1916年）4月11日   |                            |
| 9  | 井野次郎   | 大正5年（1916年）4月11日   | 大正6年（1917年）3月2日    |                            |
| 10 | 内山田三郎 | 大正6年（1917年）3月2日    | 大正11年（1922年）3月4日   |                            |
| 11 | 藤江陳太郎 | 大正11年（1922年）4月7日   | 大正13年（1924年）11月13日 |                            |
| 12 | 島田俊夫   | 大正13年（1924年）11月13日 | 大正15年（1926年）6月30日  | 郡役所廃止により、廃官     |